# Rialb
Ne pas confondre avec le riu de Rialb, cours d'eau de la paroisse d'Ordino en Andorre
Le Rialb (ou Riaup) est une rivière du nord-ouest de la Catalogne dans la province de Lérida et un sous-affluent de l'Èbre par la Sègre. C'est une rivière pyrénéenne orientée nord-sud qui prend sa source dans la comarque de Pallars Jussa, dans la commune d'Abella de la Conca et se jette dans le barrage de Rialb.

## Géographie

### Communes traversées
- Catalogne :
  - Abella de la Conca (Pallars Jussà)
  - Coll de Nargó (Alt Urgell)
  - La Baronia de Rialb (Noguera)